# Chapelle du Saint-Sépulcre de Belpech
Pour les articles homonymes, voir Église du Saint-Sépulcre.
La chapelle du Saint-Sépulcre est une chapelle située dans l'Église Saint-Saturnin de Belpech dans le département français de l'Aude en région Occitanie.

## Description
Cette chapelle fut ajoutée à l'église vers la fin du XVe siècle. Elle est fermée par une grille datant du XVIe siècle. Sa construction est due à la famille de Claverie, dont le monogramme est représenté à l'intérieur. Elle renferme une mise au tombeau sculptée peinte avec sur la paroi neuf anges portant les attributs de la passion, trois statues classées représentants Saint-Michel, Saint-Joseph et Saint-François d'Assise (XVe siècle), les fragments de douze stèles funéraires (d'origine gothique) provenant du cimetière Saint-Michel et des panneaux peints sur bois datant de la fin du XVe siècle, classés en 1906, représentant les portraits du pape Benoît XII, du cardinal Guillaume de Court Novel et de l'évêque Jean de Cojordan (les deux derniers, natifs de Belpech),.
Elle abrite également une statuette en pierre représentant une vierge enceinte datant du XVIe siècle, objet classé en 1988.

## Historique

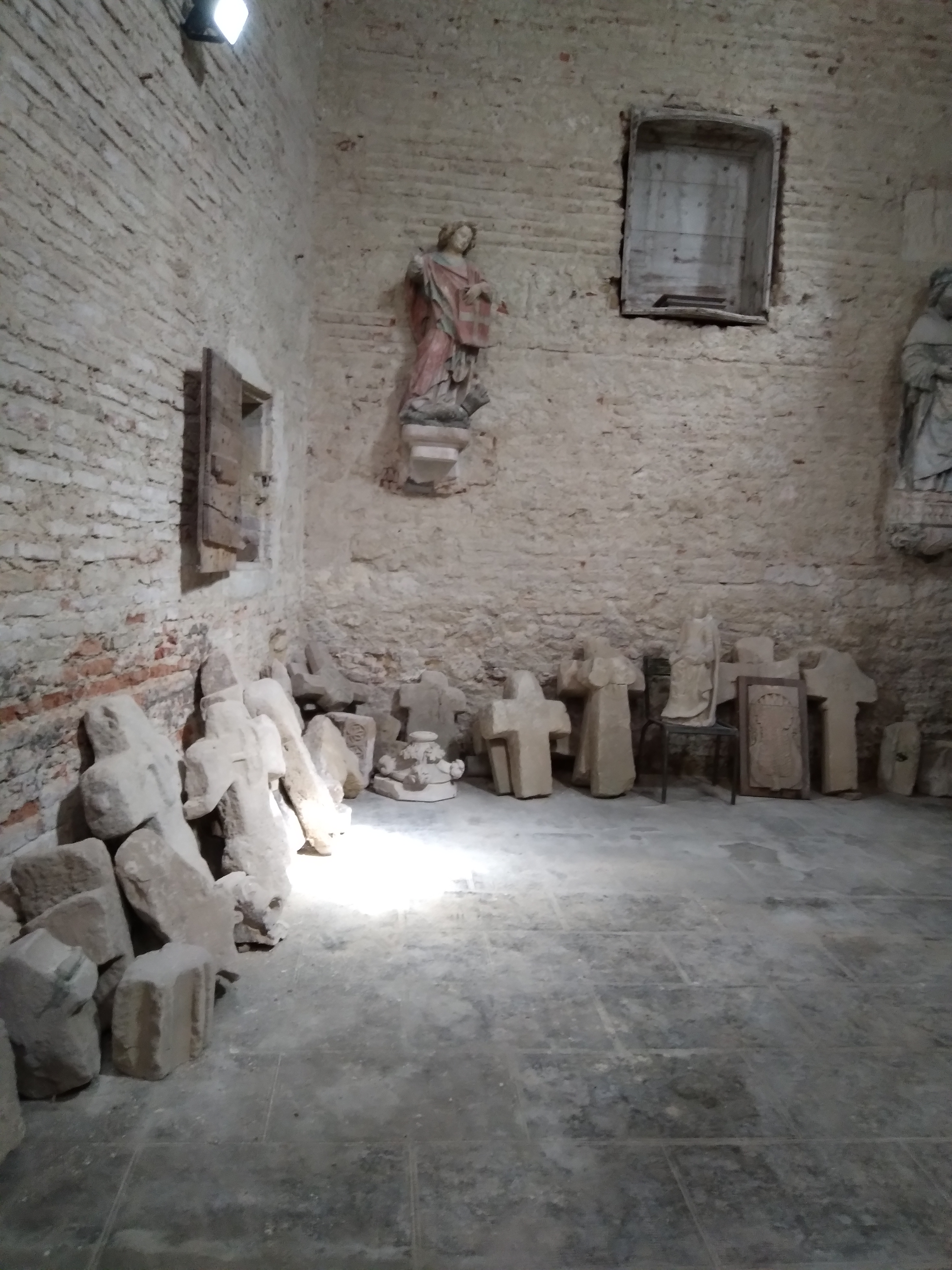
La chapelle du Saint-Sépulcre (vue partielle)

La chapelle est classée au titre des monuments historiques avec le portail de l'église Saint-Saturnin depuis le 26 décembre 1906.